# Aneignung (Geisteswissenschaften)
Das Wort Aneignung wird in unterschiedlichen Kontexten benutzt.

## Philosophie
- Sozialphilosophie und Geschichtsphilosophie erforschen die materielle, geistige und spirituelle Aneignung der Welt durch den Menschen im Kontext mit Arbeit, Eigentum und originärer Okkupation, ausgehend von urgeschichtlichen und historisch tradierten Handlungssystemen bis hin zu Produktions-, Kommunikations- und Erkenntnisprozessen in sozialen Systemen der Gegenwart und Zukunft.
- Im Rahmen der Dialektik versteht man unter dem Prozess der Aneignung die bewusste Gestaltung der menschlichen Lebensbedingungen.

## Psychologie und Anthropologie
- In der kulturhistorischen Schule bezeichnet Aneignung die Internalisierung spezifischer, menschlicher, gesellschaftlich-historischer Erfahrungen durch aktive Tätigkeit mit Hilfe spezifischer Werkzeuge wie der Sprache.
- In der dialogischen Anthropologie wird Aneignung als Pragmatisierung gefasst und der Vergegenständlichung als Semiotisierung komplementär gegenübergestellt. (vgl. Kuno Lorenz)

## Kultur- und Kommunikationswissenschaft
- Die Kulturwissenschaft betrachtet die kreative Aneignung kultureller Güter und beschreibt damit, wie ein Leser einem Text Bedeutung zuweist. Im Fokus steht die Nutzung von (primär kulturellen) Produkten in einer anderen Weise als vom Produzenten vorgesehen (vgl. Stuart Hall und Michel de Certeau).
- Die Kommunikationswissenschaft greift dieses Konzept auf und untersucht, welche (praktische) Bedeutung ein Rezipient einem Medium, (zum Beispiel  dem Fernsehen oder der Mobilkommunikation) zuweist, wie er die technischen Möglichkeiten im Alltag nutzt. Diese Perspektive liefert zum Beispiel  eine Erklärung für den unerwarteten Erfolg der SMS.

## Religion
- Als Übersetzung des buddhistischen Wortes Upādāna ist Aneignung oder Anhaftung ein Festklammern (etwa an der Illusion des Ich) und stellt so als Gruppe von Daseinsfaktoren einen Ursachenzusammenhang für das Leid (dukkha) dar.
- Im Islam bezeichnet kasb die Lehre von der Aneignung des göttlichen Schaffens durch das menschliche Tun.

## Alltagsgebrauch
- Als umgangssprachlicher, nicht terminologischer Ausdruck steht Aneignung für das Studium oder die Durchdringung eines Fachgebietes oder der Texte einer Person. Beispiel: "Ich habe mir Kant angeeignet." Dann hat derjenige Texte von und über Immanuel Kant gelesen oder studiert und kennt sich nun recht gut mit Kant aus.